# Condado de Perry (Arkansas)
El condado de Perry (en inglés: Perry County), fundado en 1840, es un condado del estado estadounidense de Arkansas. En el año 2000 tenía una población de 10 209 habitantes con una densidad poblacional de 7.15 personas por km². La sede del condado es Perryville.

## Geografía
Según la Oficina del Censo, el condado tiene un área total de 1450 km² (559,8 mi²), de la cual 1427 km² (551 mi²) es tierra y 26 km² (10,0 mi²) es agua.

### Condados adyacentes
- Condado de Conway (norte)
- Condado de Faulkner (noreste)
- Condado de Pulaski (este)
- Condado de Saline (sureste)
- Condado de Garland (suroeste)
- Condado de Yell (oeste)

### Ciudades y pueblos
- Perryville
- Adona
- Bigelow
- Casa
- Fourche
- Houston
- Perry

## Mayores autopistas
- Carretera 7
- Carretera 9
- Carretera 10
- Carretera 60
- Carretera 113